# Церква Пресвятої Трійці (Бенева)
Церква Пресвятої Трійці в Беневі — парафія і храм греко-католицької громади Зарваницького деканату Тернопільсько-Зборівської архієпархії Української греко-католицької церкви в селі Бенева Тернопільського району Тернопільської области.

## Історія церкви
Парафія була утворена в довоєнні роки, а храм у с. Бенева збудували у 1939 році. Під час Другої світової війни церква була зруйнована. У 1941–1942 роках греко-католицька громада проводила богослужіння у приміщенні новозбудованого костелу, який тоді не діяв. У червні 1989 року колишній костел освятили як греко-католицький храм, і це освячення провів о. митрат Іван Сивак.
У 1994–1995 роках встановили іконостас, виготовлений за кошти парафіян. Його авторами були Я. Ваврик і художниця Світлана Гарматюк. Іконостас освятив єпископ Михаїл Сабрига. У 2005 році художники Ярослав Петрощак та Михайло Дирбавка виконали розпис церкви.
Парафія і храм діяли з 1936 по 1941–1942 роки, а з грудня 1989 року знову належать до УГКЦ. Остання єпископська візитація відбулася 17 лютого 2013 року, її здійснив архиєпископ і митрополит Василій Семенюк.
При парафії діють: братство Матері Божої Неустанної Помочі та Вівтарна дружина. Катехизацію проводять парох і катехит. На території села є пам'ятний хрест на честь скасування панщини та символічна могила Українським Січовим Стрільцям. У 2009 році парафіяни збудували капличку Матері Божої, яку освятили 20 вересня того ж року. У власності парафії є храм Пресвятої Трійці, парафіяльний будинок і 2 га землі сільськогосподарського призначення.

## Парохи
- о. Володимир Тернопільський (1936—1939),
- о. Йосиф Чикало (1939—1941),
- о. Ярослав Грицишин (1989—1995),
- о. Роман Каденюк (1995—1999),
- о. Ігор Федоришин (1999—2002),
- о. Михайло Живчак (2002—2005),
- о. Василь Вуйцік (2005—2010),
- о. Анатолій Натолочний (2011—2012),
- о. Андрій Первусяк (27 листопада 2012 — 15 лютого 2020),[джерело?]
- о. Назар Габрилей (з 15 лютого 2020).[джерело?]